# نیکولاس لیورپول
نیکولاس لیورپول (انگلیسی: Nicholas Liverpool; ۹ سپتامبر ۱۹۳۴ – ۱ ژوئن ۲۰۱۵) یک سیاست‌مدار اهل دومینیکا بود.